# The Harmonium Sessions
The Harmonium Sessions – piąty minialbum brytyjskiego zespołu muzyki elektronicznej Ladytron, wydany w 2006 roku. Zawiera on wersje akustyczne czterech utworów z ich albumu studyjnego Witching Hour z 2005 roku wykonanych w Jonesy's Jukebox w Los Angeles, podczas którego Steve Jones improwizował przy wykonywaniu utworu „Destroy Everything You Touch”.
Zespół wydał go własnym sumptem na płycie kompaktowej w limitowanej edycji 500 egzemplarzy, w tekturowej kopercie.
29 marca 2011 roku płyta The Harmonium Sessions została wydana cyfrowo przez wytwórnię Nettwerk.
Helen Marnie o pomyśle nagrania pełnego akustycznego albumu powiedziała w wywiadzie z 2019 roku: „Fajnie jest tworzyć rzeczy takie jak Harmonium Sessions, ale to byłby raczej album siostrzany dla prawdziwego dzieła”.

## Lista utworów
| Nr | Tytuł utworu                   | Długość |
| -- | ------------------------------ | ------- |
| 1. | „International Dateline”       | 4:23    |
| 2. | „Sugar”                        | 3:06    |
| 3. | „Destroy Everything You Touch” | 4:46    |
| 4. | „The Last One Standing”        | 3:17    |
|    |                                | 15:32   |

Źródło: